# El desafiament: Frost contra Nixon
El desafiament: Frost contra Nixon (títol original, Frost/Nixon) és una pel·lícula estatunidenca del 2008 dirigida per Ron Howard. Adaptació de l'obra teatral de Peter Morgan sobre la sèrie d'entrevistes del periodista David Frost al president Richard Nixon. S'ha doblat al català.

## Repartiment
- Frank Langella: Richard Nixon
- Michael Sheen: David Frost
- Kevin Bacon: Jack Brennan
- Oliver Platt: Bob Zelnick
- Sam Rockwell: James Reston Jr.
- Matthew Macfadyen: John Birt
- Toby Jones: Swifty Lazar
- Andy Milder: Frank Gannon
- Rebecca Hall: Caroline Cushing

## Premis i nominacions

### Nominacions
- 2009: Oscar a la millor pel·lícula
- 2009: Oscar al millor director per Ron Howard
- 2009: Oscar al millor actor per Frank Langella
- 2009: Oscar al millor guió adaptat per Peter Morgan
- 2009: Oscar al millor muntatge per Mike Hill i Daniel P. Hanley
- 2009: Globus d'Or a la millor pel·lícula dramàtica
- 2009: Globus d'Or al millor director per Ron Howard
- 2009: Globus d'Or al millor actor dramàtic per Frank Langella
- 2009: Globus d'Or al millor guió per Peter Morgan
- 2009: Globus d'Or a la millor banda sonora original per Hans Zimmer
- 2009: BAFTA a la millor pel·lícula
- 2009: BAFTA al millor director per Ron Howard
- 2009: BAFTA al millor actor per Frank Langella
- 2009: BAFTA al millor guió adaptat per Peter Morgan
- 2009: BAFTA al millor muntatge per Mike Hill i Daniel P. Hanley
- 2009: BAFTA al millor maquillatge i perruqueria per Edouard F. Henriques i Kim Santantonio